# Sinfonía n.º 8 (Schubert)

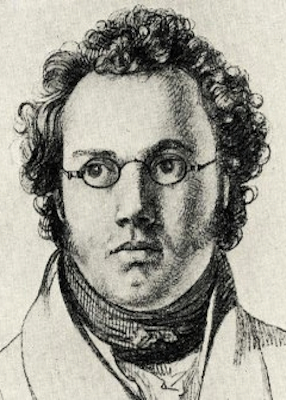
Schubert en 1821 dibujado por Josef Kupelwieser.

La Sinfonía n.° 8 en si menor, D. 759, también conocida como Inacabada, Incompleta o en alemán "Unvollendete", es una obra inacabada compuesta por Franz Schubert en 1822.

## Historia

### Composición
La composición de esta sinfonía comenzó a principios 1822, cuando Schubert se encontraba en el cenit de su carrera. A finales de ese año, ya había compuesto los dos primeros movimientos y esbozado un tercero. Contrajo sífilis y durante un tiempo estuvo completamente incapacitado, momento en el que dejó de trabajar en la sinfonía y la dejó de lado. En primavera había recuperado parte de sus fuerzas. La Musikverein für Steiermark (Sociedad Musical Estiria) en Graz aceptó a Schubert como miembro honorario. Como parte de su aceptación se sintió obligado a dedicarles una sinfonía y les envió lo que tenía escrito de esta: los dos primeros movimientos terminados y parte de un scherzo, casi terminado en una reducción para piano pero con solo dos páginas orquestadas. Anselm Hüttenbrenner, que era el director de esta sociedad y amigo del compositor, guardó las partituras en un cajón y se olvidó de ellas.
Algunos musicólogos, incluido Brian Newbould, han teorizado que Schubert pudo haber esbozado un final que, en cambio, se convirtió en el gran entreacto en si menor de su música incidental para Rosamunda, pero no existen indicios concluyentes. Hasta el día de hoy, los musicólogos aún no están de acuerdo sobre por qué Schubert no pudo completar la sinfonía. Algunos han especulado que dejó de trabajar en medio del scherzo en el otoño de 1822 porque lo asoció con su brote inicial de sífilis —o que estaba distraído por la inspiración de su Wanderer-Fantasie para piano solo, que ocupó su tiempo y energía justo después. Podría haber sido una combinación de ambos factores. Recientemente Lorraine Bodley ha revisado sistemáticamente el proceso creativo de la Sinfonía en si menor, concluyendo que está completa pues se trata de una sinfonía en dos movimientos, una práctica habitual en la época.
La parte escrita por Schubert está formada por los primeros dos movimientos, que están orquestados por completo, junto con las dos primeras páginas del comienzo de un scherzo, también orquestadas por completo. El resto del scherzo (a excepción de la segunda línea faltante del trío) existe en un manuscrito separado en reducción (no enviado a Hüttenbrenner, pero encontrado entre los copiosos manuscritos de Schubert después de su muerte y cuidadosamente conservado por su devoto maestro de escuela hermano Ferdinand), junto con una partitura corta completa del segundo movimiento y el final del primer movimiento, pero nada de ningún cuarto movimiento. Un final de cuarto movimiento en la tonalidad principal (si menor) habría sido la norma para cualquier sinfonía escrita en ese momento, pero no hay evidencia directa de que Schubert alguna vez haya comenzado a trabajar en ella y, como argumenta Lorraine Bodley, no hubiese podido ser ejecutada pues en la ciudad no había ningún trompetista, ni trompeta, cualificado para tocar un movimiento en si menor.Sinfonía n.º 8 (Schubert)#cite note-6
La vejez y la muerte cercana parecen haber influido en el hecho de que Hüttenbrenner por fin revelara la obra a un visitante importante y amable (en 1865, cuando tenía 71 años y solo le quedaban tres años de vida). Se trata del director de orquesta Johann von Herbeck, quien estrenó los dos movimientos existentes el 17 de diciembre de 1865 en Viena, agregando el movimiento perpetuo brillantemente ocupado pero expresivamente ligero del Finale de la Sinfonía n.º 3 en re mayor de Schubert, como un final inadecuado, expresivamente bastante incompatible con los monumentales dos primeros movimientos de la Incompleta, y ni siquiera en la tonalidad correcta. Sin embargo, la actuación fue recibida con gran entusiasmo por el público.
La Sinfonía Incompleta ha sido llamada n.º 7, (de acuerdo con el catálogo de Deutsch y el Neue Schubert-Ausgabe y más recientemente, en la Nueva Edición de Schubert) en lugar de n.º 8 como suele ser, ya que la otra obra a veces denominada Séptima de Schubert (en mi mayor, completada por Felix Weingartner) también quedó incompleta pero de una manera diferente, con al menos fragmentos de sus cuatro movimientos en manos de Schubert.

### Estreno y publicación
La obra languideció en el cajón de Anselm Hüttenbrenner hasta 1860, cuando Joseph Hüttenbrenner, el hermano menor de Anselm, la encontró y, reconociéndola como un tesoro perdido, empezó a insistir al director vienés Johann von Herbeck para que la interpretara. La obra se estrenó finalmente el 17 de diciembre de 1865.
La partitura de esos dos movimientos no se publicó antes de 1867.

## Instrumentación
La partitura de los dos movimientos completos está escrita para una orquesta formada por:
- Viento madera: 2 flautas, 2 oboes, 2 clarinetes, 2 fagotes.
- Viento metal: 2 trompas, 2 trompetas, 3 trombones.
- Percusión: timbales.
- Cuerda: sección de cuerdas con violines I y II, violas, violonchelos y contrabajos.

## Estructura y análisis
La sinfonía consta de los siguientes movimientos:
- I. Allegro moderato, en si menor 3
4
- II. Andante con moto, en mi mayor 3
8
- III. Scherzo (incompleto) 3
4

Los dos primeros movimientos, que son los que Schubert pudo terminar, son toda la sinfonía tal y como se interpreta en el repertorio de concierto. La sinfonía en sí es a la vez grande y discreta.
Una posible razón por la que Schubert dejó la sinfonía incompleta es el predominio de la misma métrica ternaria. Tres movimientos consecutivos en básicamente el mismo compás rara vez ocurre en sinfonías, sonatas u obras de cámara de los compositores vieneses más importantes. 
A veces es denominada la primera sinfonía romántica debido a su énfasis en el impulso lírico dentro de la estructura dramática de la forma sonata clásica. Además, su orquestación no se adapta únicamente a la funcionalidad, sino a combinaciones específicas de timbre instrumental que son proféticas del movimiento romántico posterior, con asombrosos espacios verticales que ocurren, por ejemplo, al comienzo del desarrollo.

### I.Allegro moderato
El primer movimiento, Allegro moderato, está escrito en la tonalidad de si menor, en compás de 3/4 y en forma sonata. Desde los inquietantes compases iniciales, es evidente que éste no es el Schubert juvenil que antes había creado seis sinfonías ligeras. Seguro de sí mismo y audaz, el compositor abre el movimiento, de 14 minutos de duración, colocando una piedra angular en las cuerdas graves, sobre la que se superpone una melodía suave y flotante que gradualmente acumula masa y fuerza hasta llegar a una rápida conclusión. Todo esto resulta ser una introducción, a la que sigue otra melodía.
La exposición arranca con el primer tema, compartido por el oboe solista y el clarinete, que también se vuelve rápidamente más grande y dramático. Le sigue una transición schubertiana típicamente lacónica que consta de solo cuatro compases para las dos trompas y modula a sol mayor (cc. 38-41). El segundo tema comienza con una célebre melodía lírica en esa tonalidad, presentada primero por los violonchelos y luego por los violines con un suave acompañamiento sincopado. Esto es interrumpido por un dramático grupo de cierre que alterna pesados sforzandi del tutti intercalados con pausas y variantes desarrolladas de la melodía en sol mayor, para cerrar la exposición.
En el compás 109 (repetido en c. 327 de la recapitulación) Schubert establece un pedal de tónica en si en el segundo fagot y primera trompa bajo el acorde de fa sostenido mayor dominante, que evoca el final del desarrollo de la Heroica de Beethoven. Desafortunadamente, un editor bien intencionado pero sin experiencia eliminó esta disonancia alterando la parte del fagot y la trompa. Los directores de orquesta deben revisar estas partes cuidadosamente para asegurarse de dejar el citado pedal intacto.
Melodía de apertura (violonchelos y contrabajos)
No se admite la reproducción de audio en este navegador. Se puede descargar el archivo de audio.
Primer tema (oboe y clarinete)
No se admite la reproducción de audio en este navegador. Se puede descargar el archivo de audio.
Segundo tema (violonchelos)
No se admite la reproducción de audio en este navegador. Se puede descargar el archivo de audio.
El desarrollo se inicia, de manera inusual para la forma sonata, con una reafirmación calmada de la melodía inicial en la subdominante (mi menor). Esta es una tonalidad generalmente reservada para cerca del final del movimiento en algún lugar de la recapitulación o la coda. Después se eleva a un prolongado clímax en esa misma tonalidad, empezando con una variante dramática de la melodía inicial interpretada por toda la orquesta con prominentes trombones. El esperado relativo mayor (re mayor) de la tónica no hace su aparición hasta el final del clímax y luego reaparece en el segundo tema de la recapitulación (en lugar de la tónica esperada). La costumbre era que el relativo mayor se escuche en el segundo tema de la exposición. Al final de ese estallido dramático las flautas y los oboes retoman su papel melódico, dando paso a la recapitulación.
La recapitulación consiste en la reafirmación de los temas en la forma sonata convencional. Pero Schubert aquí reafirma el melodioso segundo tema en la tonalidad relativa de re mayor, en lugar de la habitual tonalidad paralela de si mayor. No obstante, la dramática sección de cierre termina en si mayor y conduce a una coda en la tónica. Esto recuerda el tema de apertura para otra reelaboración dramática final para allanar el camino a los enfáticos acordes finales. El gran movimiento se cierra de manera solemne.

### II.Andante con moto
El segundo movimiento, Andante con moto, está en mi mayor y compás de 3/8. Estructuralmente alterna dos temas contrastantes en forma de sonatina, que es una sonata sin desarrollo, con una coda extendida, elegíaca y silenciosamente dramática que podría caracterizarse como una sección de desarrollo final. El movimiento lento, de 11 minutos, se inicia con una melodía presentada de forma directa y sin adornos, que da paso a otra de las maderas. Grandes zancadas llevan la música a una nueva tonalidad en la que se repiten los temas. La tranquilidad vuelve con los primeros temas y, tras una recapitulación de lo escuchado, la pieza marcha con calma hacia su conclusión.
El primer tema lírico es presentado por las trompas, las cuerdas graves, los metales y las cuerdas agudas que tocan en contrapunto. El lastimero segundo tema, en menor, después de cuatro notas simples no armonizadas en transición deletreando el acorde tónico del relativo do sostenido menor por los primeros violines, comienza en el solo de clarinete en do sostenido menor y continúa en el solo de oboe en do sostenido mayor en un ejemplo de las yuxtaposiciones mayor-menor que son un sello distintivo del lenguaje armónico de Schubert.
Un tema de cierre dramático en la orquesta completa vuelve a do sostenido menor, pero termina en re bemol mayor (equivalente enarmónico de do sostenido mayor). Una breve transición de regreso a la tónica mi mayor marca el comienzo de la recapitulación, notable por el modo de reafirmar el segundo tema en la subdominante la menor (en lugar de la esperada tónica paralela mi menor ) iniciada por el oboe y continuada por el clarinete (viceversa a sus roles en la exposición).
La coda comienza con un nuevo tema que es simplemente una extensión de la figura cadencial de mi mayor de dos compases que abre el movimiento. Esto da paso al lacónico triádico motivo de transición del primer violín, que conduce a una reafirmación del primer tema por parte de los instrumentos de viento-madera en la distante tonalidad de la ♭ mayor seguido por el lema que nuevamente conduce a la tónica mi mayor para una transformación final extendida del primer tema, que a su vez conduce a una versión final extendida de la figura cadencial de apertura que reaparece para cerrar.

### Tercer y cuarto movimientos
El fragmento del scherzo pensado como tercer movimiento consiste en un scherzo propiamente dicho en si menor y un trío en sol mayor. Los primeros 30 compases del scherzo se conservan orquestados, pero el resto se conserva únicamente en reducción para piano. También se ha conservado la primera parte del trío, pero solo con una línea melódica sin adornos ni armonía. La segunda parte está completamente ausente.
Tras el envío de Hüttenbrenner de los dos movimientos terminados de la sinfonía «Incompleta» a Herbeck, algunos historiadores y estudiosos de la música se propusieron demostrar que la composición estaba completa, incluso en la forma truncada de dos movimientos, tesis confirmada en 2023 por Lorraine Bodley.Sinfonía n.º 8 (Schubert)#cite note-6 De hecho, en esta forma ha conseguido ser una de las composiciones más apreciadas de Schubert.

## Recepción de la obra
Al revisar el estreno de la sinfonía en 1865, el crítico musical Eduard Hanslick escribió:

«Cuando, después de unos compases introductorios, el clarinete y el oboe suenan una voce una dulce melodía sobre el murmullo silencioso de las cuerdas, cualquier niño conoce al compositor y una exclamación medio reprimida "Schubert" corre tarareando por la sala. . Apenas ha entrado, pero es como si conocieras sus pasos, su manera misma de abrir la puerta... Todo el movimiento es un dulce torrente de melodías, a pesar de su vigor y genialidad tan cristalino que se puede ver. cada guijarro en el fondo. ¡Y por todas partes el mismo calor, el mismo sol dorado que hace crecer los capullos! El Andante se despliega ampliamente y [aún] más majestuoso [que el Allegro inicial]. Ruidos de lamento o de cólera rara vez entran en esta canción llena de felicidad íntima y tranquila, nubes de tormenta musical que reflejan efecto musical más que pasión peligrosa... La belleza sonora de ambos movimientos es encantadora. Con unos pocos pasajes de trompeta, un breve solo de oboe o clarinete ocasional sobre la base de orquestación más simple y natural, Schubert logra efectos de sonido que ningún refinamiento de la instrumentación de Wagner jamás alcanza.» (traducido del alemán original)

Terminó subrayando que la sinfonía se encuentra entre las obras instrumentales más bellas de Schubert.

## Terminaciones modernas

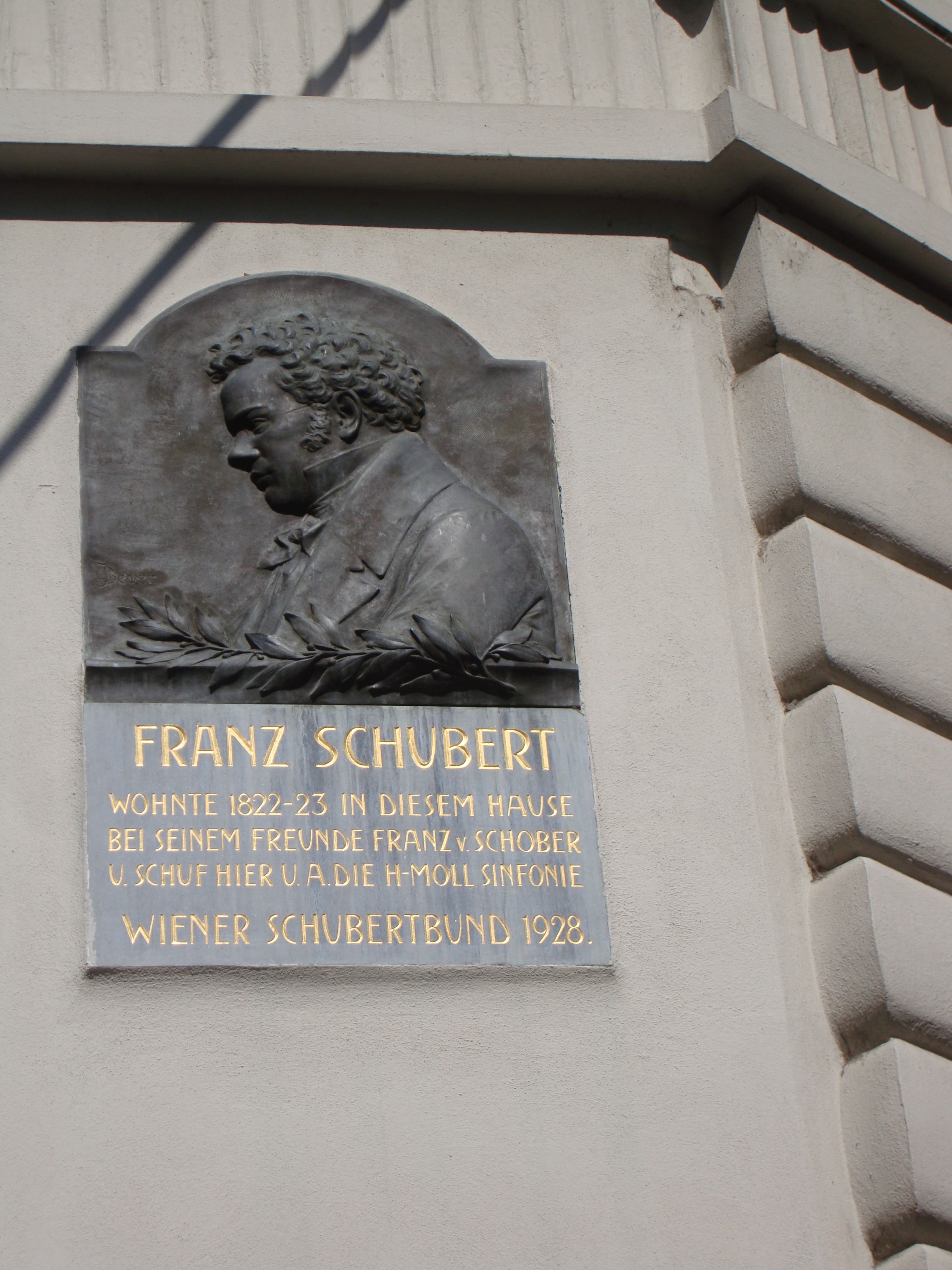
Monumento a Franz Schubert en Viena. Schubert vivió aquí entre 1822 y 1823 con su amigo Franz von Schober y compuso la Sinfonía Incompleta.

En 1927-28, Felix von Weingartner compuso su Sexta Sinfonía, La Tragica (en memoria del 19 de noviembre de 1828, el día en que murió Schubert), como tributo a Schubert en el centenario de su muerte. El segundo movimiento de la sinfonía de Weingartner es una realización del boceto incompleto del scherzo de Schubert (setenta años antes del esfuerzo independiente de Newbould).
En 1928, el centenario de la muerte de Schubert, Columbia Records celebró un concurso mundial para la mejor realización conjetural de la sinfonía. Se presentaron alrededor de 100 obras completas, pero también un número mucho mayor de obras originales. El pianista Frank Merrick ganó la "Zona Inglesa" del concurso; su scherzo y el final se interpretaron y grabaron más tarde (en Columbia), pero están agotadas hace mucho tiempo.
Solo algunas de las terminaciones, la de Merrick no es una de ellas, utilizaron material del boceto scherzo de Schubert. El primer movimiento de la Cuarta Sinfonía de Joseph Holbrooke, una de las versiones británicas, es principalmente una versión interpretada del boceto (la segunda parte del trío, cuyo trío, que faltaba por completo en el boceto, tuvo que completarse con base en conjeturas), y un el tema del scherzo aparece en su final. Geoffrey Bush en 1944 y el director Denis Vaughan (hacia 1960) también realizaron terminaciones independientes del movimiento scherzo.
Más recientemente, los musicólogos británicos Gerald Abraham y Brian Newbould también han ofrecido compleciones de la sinfonía (scherzo y final) utilizando el boceto de scherzo de Schubert y el entreacto en si menor extendido de su música incidental para la obra Rosamunda, que Schubert escribió más adelante, sospechado por algunos musicólogos como destinados originalmente como el final de la Inacabada (De hecho, incluso se tocó como final ya en el estreno británico de la sinfonía el 6 de abril de 1867.) Su primer movimiento, el scherzo y el entreacto están todos en si menor, su instrumentación es la misma, y el entreacto (como el primer movimiento) está en forma de sonata (como todos los finales sinfónicos de Schubert) y en un estilo y estado de ánimo muy similar. Si el entreacto realmente comenzó como el final de esta sinfonía, entonces Schubert evidentemente lo recicló (probablemente en esa etapa sin orquestar) de la sinfonía a la música incidental, presumiblemente orquestándola para la obra y tal vez haciendo cambios en la composición.
El pianista británico y especialista en Schubert Anthony Goldstone preparó una nueva edición interpretada en 4 movimientos de la Sinfonía para dúo de piano, utilizando la transcripción de los dos primeros movimientos preparada por Hüttenbrenner, su propia finalización del Scherzo de Schubert y el entr'acte de Rosamunda en una transcripción. por Friedrich Hermann, editado por Goldstone. El trabajo en esta versión completa recibió su primera grabación en 2015 por Goldstone y su esposa/compañera de dúo Caroline Clemmow como parte de su serie 'Schubert: Unauthorized Piano Duos' para Divine Art Records.
El compositor ruso Anton Safronov completó el boceto del scherzo y creó un nuevo final para la sinfonía (algunos temas de esta última basados en temas de varias obras para piano de Schubert), que describió como "un intento de entrar en la mente del compositor". Su versión se estrenó en el Royal Festival Hall de Londres el 6 de noviembre de 2007 con la Orquesta del Siglo de las Luces, y el 2 de octubre de 2007 con la Orquesta Nacional Rusa (seguida de la gira estadounidense a principios de 2008, ) ambas actuaciones dirigidas por Vladimir Jurowski. Debido a su uso inusual de material de las obras para teclado de Schubert en el final, la finalización de Safronov ha sido objeto de críticas que van desde definitivamente positivas hasta ambivalentes y negativas.
Robin Holloway, profesor de composición de la Universidad de Cambridge, ha realizado el Scherzo basándose en los bocetos, pero sin limitarse a ellos; por ejemplo, con dos tríos, el primero de un boceto de Schubert y el segundo de su propia composición. Fue estrenada por la Sociedad Musical de la Universidad de Cambridge el 18 de junio de 2011.[cita requerida]
En enero de 2019, la empresa de tecnología china Huawei utilizó inteligencia artificial para crear melodías hipotéticas para el tercer y cuarto movimiento, con base en las cuales Lucas Cantor luego arregló una partitura orquestal. La composición se interpretó en vivo en el Cadogan Hall de Londres el 4 de febrero de 2019. Sin embargo, muchos consideran que el resultado es decepcionante y alejado del estilo de Schubert. Goetz Richter escribe, por ejemplo: "Los movimientos completos son triviales y, en última instancia, logran un parecido familiar vago e inauténtico con Schubert".

## En la cultura popular
Esta obra ha servido de inspiración a artistas musicales de diversos géneros para crear sus propias versiones. Tanto las adaptaciones como las interpretaciones de la pieza original han sido incluidas en multitud de bandas sonoras de películas, programas de televisión, videojuegos, etc.

### Adaptaciones e influencia
- 1927 – Passacaglia con 44 variaciones, cadencia y fuga sobre el tema de apertura de la Sinfonía inacabada de Schubert para piano solo es una pieza del compositor y pianista Leopold Godowsky. Al comienzo del tema de Schubert agregó un fa sostenido como anacrusa. Esta composición fue un homenaje para conmemorar el centenario de la muerte de Schubert.
- 1996 – "High 5 (Rock the Catskills)" tema del album Odelay del músico estadounidense Beck que utiliza un breve sample del primer movimiento en el minuto 1:16.
- 1993 – "Unfinished Allegro", tema introductorio del disco Angels Cry del grupo brasileño de power metal Angra que es una versión de la apertura del Allegro de la sinfonía.
- 2012 – Shedun Fini para trío de clarinete, violonchelo y piano en forma de Preludio y Allegro es una obra del compositor Gilad Hochman. Se trata de un homenaje contemporáneo a la Sinfonía de Schubert utilizando diferentes citas e influencias estilísticas. El título es una metátesis de la palabra "unfinished", que es inacabada en inglés.[23]

### Inclusión en bandas sonoras
- 1930 – La edad de oro, film dirigido por Luis Buñuel en el que se puede escuchar esta sinfonía.
- 1931 – Drácula, película dirigida por Tod Browning y Karl Freund protagonizada por Béla Lugosi en la que aparece la inacabada.
- 2002 – Minority Report, película de Steven Spielberg protagonizada por Tom Cruise y Colin Farrell en la que se empleó el primer movimiento de la sinfonía leitmotiv.[24]